# Luís Montenegro

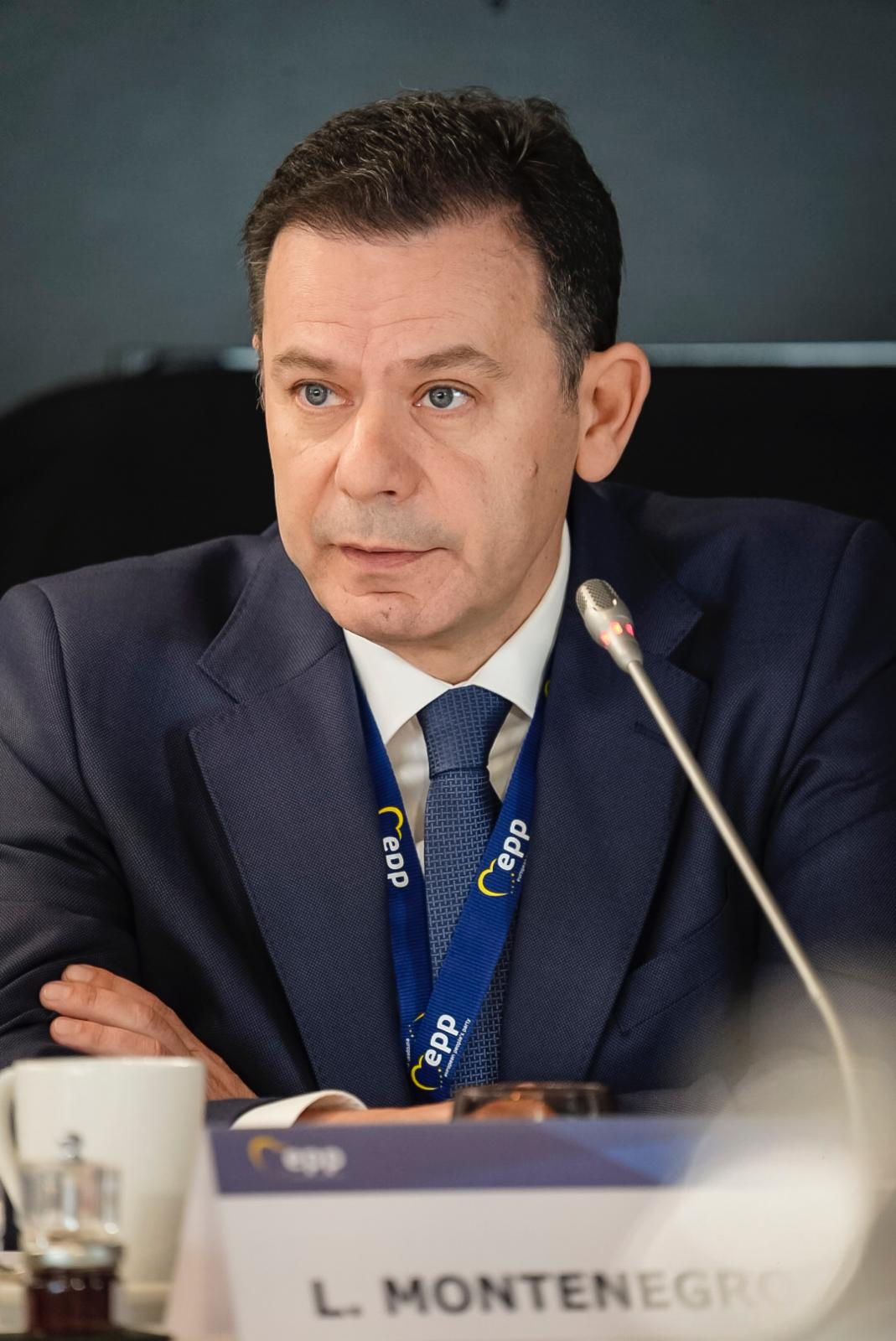
Luís Montenegro (2025)

Luís Filipe Montenegro Cardoso de Morais Esteves (* 16. Februar 1973 in Porto), genannt Luís Montenegro, ist ein portugiesischer Jurist und Politiker. Seit dem 2. April 2024 ist er Premierminister von Portugal. Seit Mai 2022 ist er Vorsitzender der Partido Social Democrata.

## Biografie
Luís Montenegro wurde in Porto geboren, ist verheiratet und hat zwei Kinder.
Er ist Jurist mit einem Abschluss in Rechtswissenschaften der privaten Portugiesischen Katholischen Universität (Católica) und einem Postgraduiertenabschluss in Datenschutzrecht der gleichen Universität.
Montenegro ist außerdem Vorsitzender der Generalversammlung von zwei großen portugiesischen Unternehmen, sowohl was den Umsatz als auch die Zahl der Beschäftigten angeht. Eines davon, Rádio Popular SA, gehört zum Handelssektor. Das andere im Industrie- und Tourismussektor, die Ferpinta-Gruppe.

## Politik
Montenegro war Mitglied der wichtigsten Institutionen der Stadt Espinho: der Stadtverordnetenversammlung, deren Präsident er war, und des Stadtrats, in dem er als Ratsmitglied tätig war. Bei der Parlamentswahl in Portugal 2002 wurde er Mitglied des portugiesischen Parlaments. Er wurde bei vier weiteren Parlamentswahlen (2005, 2009, 2011 und 2015) gewählt und war 16 Jahre lang Abgeordneter und von 2011 bis 2017 Fraktionsvorsitzender.
Montenegro wurde auf dem 40. PSD-Kongress am 1. bis 3. Juli 2022 im Rosa-Mota-Pavillon in Porto als Parteivorsitzender der Partido Social Democrata vereidigt.
Am 14. April 2023 schloss Montenegro in einem Interview mit CNN Portugal eine Koalition mit der rechtspopulistischen Partei Chega aus.
Bei den Parlamentswahlen im März 2024 wurde die PSD unter Montenegros Führung knapp stärkste Kraft. Staatspräsident Marcelo Rebelo de Sousa beauftragte Montenegro daraufhin am 21. März 2024 mit der Bildung einer Minderheitsregierung. Das Kabinett wurde am 28. März 2024 bekanntgegeben und am 2. April 2024 vereidigt. Am 11. März 2025 sprach das portugiesische Parlament dem Kabinett Montenegro I, aufgrund von Vorwürfen eines Interessenkonflikts des Premierministers, das Misstrauen aus. Daraufhin setzte Staatspräsident Marcelo Rebelo de Sousa eine Neuwahl des Parlaments an. Nach der Neuwahl bildete er erneut eine Minderheitsregierung (siehe Kabinett Montenegro II).